# Рай и огнена пещ
„Рай и огнена пещ“ (на немски: Paradies und Feuerofen) е западногермански документален филм от 1959 година, посветен на историята и всекидневния живот в Израел, докато той е все още млада държава.

## Награди и номинации
- Награда на „Международната католическа организация в областта на киното“ за Херберт Виктор от Международния кинофестивал в Берлин през 1959 година.
- Награда за най-добър документален филм, насочен към младата публика от Международния кинофестивал в Берлин през 1959 година.
- Награда за най-добър културен или документален филм от „Германските филмови награди“ през 1959 година.
- Номинация за най-добър документален филм от Международния кинофестивал в Берлин през 1959 година.[2]